# 1958 في سويسرا
فيما يلي قوائم الأحداث التي وقعت خلال عام 1958 في سويسرا.

## رياضة
- 18 يونيو – طواف سويسرا 1958 الفائزون Antonino Catalano [الإنجليزية]‏، هانز جونكيرمان، باسكوالي فورنارا، Nino Defilippis [الإنجليزية]‏.

## مواليد

### يناير
- 11 يناير – سيلفيا برونر متزلجة سريعة سويسرية.
- 17 يناير – جورج بريجي لاعب كرة قدم سويسري.
- 28 يناير – هاينز فري

### فبراير
- 25 فبراير – دانيال لوس فيزيائي سويسري.

### مارس
- 1 مارس – برتران بيكار
- 28 مارس – هاينز هرمان لاعب كرة قدم سويسري.

### أبريل
- 28 أبريل – دوريس دي أغوستيني متزحلقة جبال الألب سويسرية.

### مايو
- 8 مايو – اندريه ايجلى لاعب كرة قدم سويسري.
- 12 مايو – نيكي ريزر ملحن سويسري.
- 31 مايو – ريجينا بنديكس عالمة بعلوم الإنسان سويسرية.

### أغسطس
- 4 أغسطس – شتيفان هني فنان سويسري.

### سبتمبر
- 5 سبتمبر – مارتن اودرسكي

### أكتوبر
- 12 أكتوبر – ديتر أولريش مؤرخ فن سويسري.
- 23 أكتوبر – تييري فان ورفيك ممثل لوكسمبورغي.

### نوفمبر
- 18 نوفمبر – روبرت دل بوندي دراج سويسري.

## وفيات

### مارس
- 8 مارس – روبرت غريم (مواليد 1881) سياسي سويسري.

### أبريل
- 19 أبريل – هانس فيشر (مواليد 1909) فنان سويسري.
- 30 أبريل – تشارلز غويو (مواليد 1890) درّاج طريق سويسري.

### أغسطس
- 5 أغسطس – ألفرد هينريتش بيليجريني (مواليد 1881) فنان سويسري.

### ديسمبر
- 1 ديسمبر – ويليام أوتو برونر (مواليد 1878) عالم فلك سويسري.